# اوآخاکا

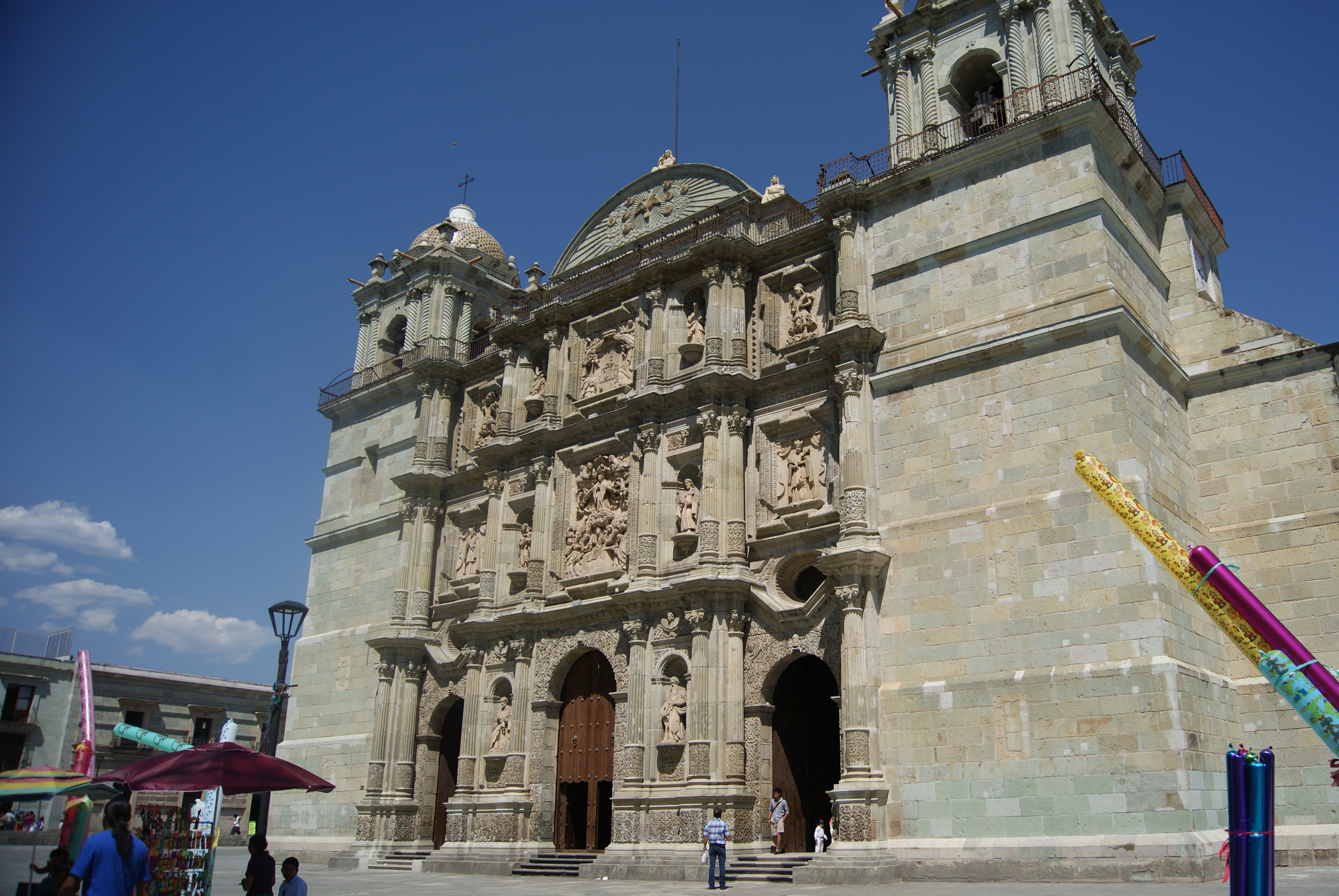
تصویر یک ساختمان در ایالت اوآخاکا

اوآخاکا (به اسپانیایی: Oaxaca) یکی از سی و یک ایالت مکزیک است. این ایالت دارای ۵۷۱ بخش است و مرکز آن اوآخاکا د خوارز است.
این ایالت در جنوب غربی مکزیک واقع است. و با ایالت‌های گوئررو از غرب، پوئبلا از شمال غربی، وراکروز از شمال، چیاپاس از شرق مرز دارد. اوآخاکا از جنوب مرز قابل توجهی با اقیانوس آرام دارد.